# Avalon High
Avalon High es una película original de Disney Channel de 2010 dirigida por Stuart Gillard y protagonizada por Britt Robertson y Gregg Sulkin. Está basada en la novela homónima de Meg Cabot, autora también de la serie de novelas The Princess Diaries. 
Se estrenó el 12 de noviembre de 2010 en Estados Unidos y el 23 de septiembre de 2012 en Latinoamérica.

## Trama
Allie Pennington (Britt Robertson) es una estudiante de intercambio en Avalon High. A diferencia de pasados años que por el trabajo de sus padres (profesores de historia medieval) no permanecía en un lugar por más de 6 meses, esta vez, asistiría a Avalon High por 3 años. Ese mismo día sale a correr y conoce a William «Will» Wagner (Gregg Sulkin), el mariscal estrella y el más popular de Avalon high. Al asistir a Avalon, vuelve a encontrarse con Will luego de que en su camino a su casillero, ve a un chico, Miles (Joey Pollari), ser acosado por Marco (Devon Graye), el hermanastro de Will. Luego de hablar con Will al encontrarse en los casilleros, conoce a su novia, Jen, y su mejor amigo, Lance. Los cuatro tienen la misma clase.
Durante clases, el señor Moore (Steve Valentine) anuncia que van a estudiar la historia del rey Arturo, Allie ríe al ver el libro que usarían, al ser la misma que sus padres habían escrito. El profesor la reconoce cuando le dice su apellido y la presenta a la clase.  El señor Moore anuncia que harán un ensayo en parejas sobre temas que tendrán que sacar de un casco de un traje de caballero. Will recibe deportes en Camelot junto a su compañera de la derecha. La novia de Will, Jen (Molly C. Quinn) y su amigo Lance sacan la tragedia de Camelot y el profesor les aclara que se trata del triángulo amoroso entre Arturo, Lanzarote y Ginebra, lo que termina siendo lo que destruye al rey. Allie es emparejada con Miles y saca la Orden del Oso, tema del cual ella no había oído y el profesor le sugiere que le pregunte a sus padres.
Después de la escuela, Allie hace una prueba para el equipo de atletismo. Mientras se prepara para una carrera ve la práctica de fútbol; sin embargo, por un momento los ve como caballeros y se distrae, pero de igual manera queda dentro del equipo al ser la más veloz.
Luego de llegar a su casa y terminar la cena, Miles llega a su casa para comenzar con el trabajo sobre la Orden del Oso. Mientras buscan información, Miles siente un dolor [de nuevo] y le pregunta a Allie si tiene hielo justo antes de que ella se golpeara el pie en la pared. Ella le cuestiona, pero Miles solo evita el tema y le pide a Allie preguntar a sus padres sobre la Orden para ahorrar tiempo. 
Los padres de Allie les dicen que la Orden del Oso era un grupo de personas que creían que un día el Rey Arturo reencarnará. Allie les pregunta cuándo sería el día, en lo que su mamá dice que Arturo regresará cuando se lo necesite para sacar al mundo de la oscuridad. El hermanastro malvado de Arturo, Mordred, volvería también para arruinar la vida de Arturo y garantizar el triunfo de la oscuridad. Miles realiza una broma y él junto a Allie rien, pero su madre le dice que hay personas que se toman la profecía muy enserio, su padre, en secreto, revela que su madre es una de las creyentes, mientras que él no lo es.
En el medio de la noche, Allie se despierta y abre el libro de La Orden del Oso de nuevo; se encuentra con una corona en una página y un dibujo de Camelot, encontrando que es idéntica a Avalon High.
Al día siguiente, después de clases con el Sr. Moore, él le pregunta a Allie si encontró información sobre la Orden del Oso, Allie le comenta del libro que le dio sus padres y que le resulta dudoso que haya una reencarnación del Rey Arturo. Sin embargo, como la madre de Allie, el señor Moore también cree que el Rey Arturo reencarnará, y comentando que ella es muy afortunada de leer la profecía de primera mano, Allie entonces le ofrece prestarle el libro de la Orden del Oso para que la lea, pero él se niega por miedo a dañarlo.
Cuando ella sale del salón de clases, Miles de inmediato la interroga si está en problemas ya que no quiere ser amigo de una problemática, a pesar de que continuamente dice que no es su amiga. Ella le pregunta si ya admitió que son amigos, sin embargo, no admite nada. Miles sigue preguntando lo que el Sr. Moore quería. Allie le dice que solo estaba hablando de la profecía de la Orden del Oso. 
En su camino a la cafetería, Allie descubre a Lance y Jen coqueteando en un rincón, ellos se separan de inmediato y ella sigue su camino a la cafetería.
Allie va junto a Miles a una fiesta en la casa de Will por haber ganado un juego. A Miles le gusta una chica, pero no hace nada, negando que le gusta la chica. Escuchan un grito proveniente del patio trasero, debido a que Marco coloca arañas falsas en todos los alimentos asustando a todos y se arrepiente de que su mamá se casara con el padre de Will. Allie va junto a Will a preguntarle qué había sido aquello y Will le revela que Marco es su hermanastro y está resentido porque su madre está con el padre de Will.
Allie trata de encontrar un baño y va a la sala de Will y ve su corona del rey del baile y piensa en la corona del rey Arturo que ella encontró en el libro días atrás. Trata de encontrar el baño y encuentra a Jen y Lance agarrados de la mano en un cuarto. Allie se esconde e intenta espiarlos, pero Jen y Lance la ven y Allie se aleja rápidamente. Jen la sigue y le dice que aunque estaba saliendo con Will estaba enamorada de Lance. Ellos no quieren revelarle a Will nada hasta luego de que vayan a la estatal y le pide a Allie que prometa no decirle a Will, pero ella escapa luego de decirle que lo pensará.
Al Marco darse cuenta de que Allie descubre que Jen engaña a Will, le dice que no se meta y no le diga nada a Will.
Luego de prestarle al profesor Moore el libro sobre la Orden del Oso, Allie lo interroga y descubre que él también cree que Will es la reencarnación del rey Arturo, y, por ende, Marco sería la de Mordred.
Allie y Miles descubren una página secreta del libro de la Orden del Oso por una visión del Miles. En las páginas ocultas se revela que Arturo volvería en el momento en que haya luna llena y una lluvia de meteoros al mismo tiempo, Miles le dice entonces que ese hecho solo ocurría cada 1000 años y ese tiempo se cumpliría en unos días, la noche del juego final. El libro también revelaba que se debía tener cuidado de Mordred, medio hermano de Arturo, pues él sería el que intentaría destruirlo. Allie admite que Will es el rey Arturo y Marco es Mordred; Los padres de Allie les dicen a Allie y Miles que van a hacer todo lo posible para ayudar a Will.
En la noche del juego, Will descubre la relación secreta de Lance y Jen por accidente y se va lejos porque se siente mal. Allie corre tras él y le dice que él es el rey Arturo, pero Will cree que se refiere a que él es como el rey Arturo y debe enfrentarse a esa «traición» y derrotar al otro equipo y va corriendo a su auto para volver al juego. Allie va con Miles de vuelta al campo. Antes de volver al juego, Will se olvida de su casco y vuelve a los vestuarios, pero no llega para iniciar el juego, por lo que Allie va a buscarlo junto a Miles y no lo encuentran. Miles fuerza una visión y ve que Will está en la sala de teatro.
Una vez allí, ellos ven a Will y Marco en el suelo, y después de que Allie acuse a Marco, Will dice que él trataba de ayudarlo. El señor Moore se hace ver y dice que él es en realidad Mordred. Marco empuja al señor Moore fuera del escenario cuando intenta atacarlos. Marco revela que su padre fue un miembro de la Orden del Oso y que cuando él murió, le juró que proteger a a Will, la reencarnación del rey Arturo y que actuó de esa manera contra ellos para alejarlos de Will y el peligro que representaba.
El señor Moore recupera sus poderes y se transforma en Mordred. Él usa su poder y con su bastón empuja a Marco y Will. Allie saca de una roca falsa una espada de juguete, Mordred se burla e intenta atacarla, per en ese momento la espada se convierte en una espada real, Miles le dice que es Excalibur, revelando entonces que Allie es la reencarnación del Rey Arturo.
Son transportados en una playa donde luchan contra Mordred y sus secuaces junto a otros caballeros del rey Arturo. El bastón que usa Mordred es en realidad propiedad de Merlín, por lo que Miles lo convoca y el bastón cambia de aspecto. Vuelven al teatro cuando un guardia los descubre, el señor Moore intenta acusarlos de amenaza con una espada, pero Allie le pasa Excalibur a Miles y vuelve a convertirse en una espada de juguete, el guardia lo escolta y Will vuelve al juego. Marco le hace una reverencia a Allie y le da las gracias antes de que se retiren del escenario.
Avalon High gana el partido, Will y Allie se besan y salen del campo. Lance y Jen terminan abrazados y Miles habla con la chica que le gusta.
En los créditos finales se muestra a Allie, Jen, Marco, Miles, Will, Lance y el resto de caballeros de la Mesa Redonda.

## Reparto
- Britt Robertson como Allie Pennington / Rey Arturo
- Gregg Sulkin como William Wagner / Caballero
- Joey Pollari como Miles / Merlín
- Devon Graye como Marco Campbell
- Molly C. Quinn como Jennifer / Ginebra
- Christopher Tavarez como Lance Benwick / Lancelot
- Steve Valentine como Sr. Moore / Mordred
- Don Lake como Sr. Pennington
- Ingrid Park como Sra. Pennington
- Craig Hall como entrenador Barker
- Anthony Ingruber como Sean
- Joshua Orol como Yulu

## Recepción
El estreno de la película alcanzó los 3,8 millones de espectadores.

## Música
- «Destiny» - Play.
- «Battlefield» - Jordin Sparks

## Estrenos internacionales
| País / Región        | Canal                                                 | Fecha                                                | Título      |
| -------------------- | ----------------------------------------------------- | ---------------------------------------------------- | ----------- |
| Estados Unidos       | Disney Channel                                        | Viernes, 12 de noviembre de 2010                     | Avalon High |
| Canadá               | Family                                                | Viernes, 12 de noviembre de 2010                     | Avalon High |
| España               | Disney Channel España                                 | Viernes, 25 de febrero de 2011                       | Avalon High |
| España               | Disney Cinemagic                                      | Domingo, 20 de febrero de 2011                       | Avalon High |
| Argentina            | Disney Channel Latinoamérica HBO Family Latinoamérica | Domingo, 9 de septiembre de 2012 12 de junio de 2011 | Avalon High |
| Bolivia              | Disney Channel Latinoamérica HBO Family Latinoamérica | Domingo, 9 de septiembre de 2012 12 de junio de 2011 | Avalon High |
| Chile                | Disney Channel Latinoamérica HBO Family Latinoamérica | Domingo, 9 de septiembre de 2012 12 de junio de 2011 | Avalon High |
| Colombia             | Disney Channel Latinoamérica HBO Family Latinoamérica | Domingo, 9 de septiembre de 2012 12 de junio de 2011 | Avalon High |
| República Dominicana | Disney Channel Latinoamérica HBO Family Latinoamérica | Domingo, 9 de septiembre de 2012 12 de junio de 2011 | Avalon High |
| Paraguay             | Disney Channel Latinoamérica HBO Family Latinoamérica | Domingo, 9 de septiembre de 2012 12 de junio de 2011 | Avalon High |
| Perú                 | Disney Channel Latinoamérica HBO Family Latinoamérica | Domingo, 9 de septiembre de 2012 12 de junio de 2011 | Avalon High |
| Uruguay              | Disney Channel Latinoamérica HBO Family Latinoamérica | Domingo, 9 de septiembre de 2012 12 de junio de 2011 | Avalon High |
| Venezuela            | Disney Channel Latinoamérica HBO Family Latinoamérica | Domingo, 9 de septiembre de 2012 12 de junio de 2011 | Avalon High |
| Japón                | Disney Channel                                        | Viernes, 25 de febrero de 2011                       | Avalon High |